# 小行星1376
小行星1376（1376 Michelle）是一颗围绕太阳公转的小行星。1935年10月29日，居伊·萊斯在阿尔及尔发现了此天体。
該小行星以發現者的女兒米雪兒·博耶（Michelle Boyer）命名。
这颗小行星的绝对星等为156.1922334375736等。